# Asama (vulkaan)
De Asama (浅間山, Asama-yama) is een complexe vulkaan in het centrale deel van het Japanse eiland Honshu. Het is de meest actieve vulkaan in de regio. De vulkaan is 2568 meter hoog en is gelegen op de grens tussen de prefecturen Gunma en Nagano.

## Uitbarstingen
De laatste uitbarsting vond plaats op 2 februari 2009. Boven de vulkaan steeg een rookkolom van ruim anderhalve kilometer op en de as die werd uitgespuwd bereikte zelfs de hoofdstad Tokyo, op 150 kilometer afstand.
Andere grote uitbarstingen vonden plaats in 685, 1108, 1783, 1972, en 2004. In 2004 vond een uitbarsting plaats waarbij de as tot 200 km verderop neerkwam. Bij de eruptie in 1783 vonden 1500 mensen de dood.
Deze uitbarsting en die van de vulkaan Laki worden gezien als een van de oorzaken voor de strenge winter van 1783-1784.